# Evangelische Kirche (Jünkerath)

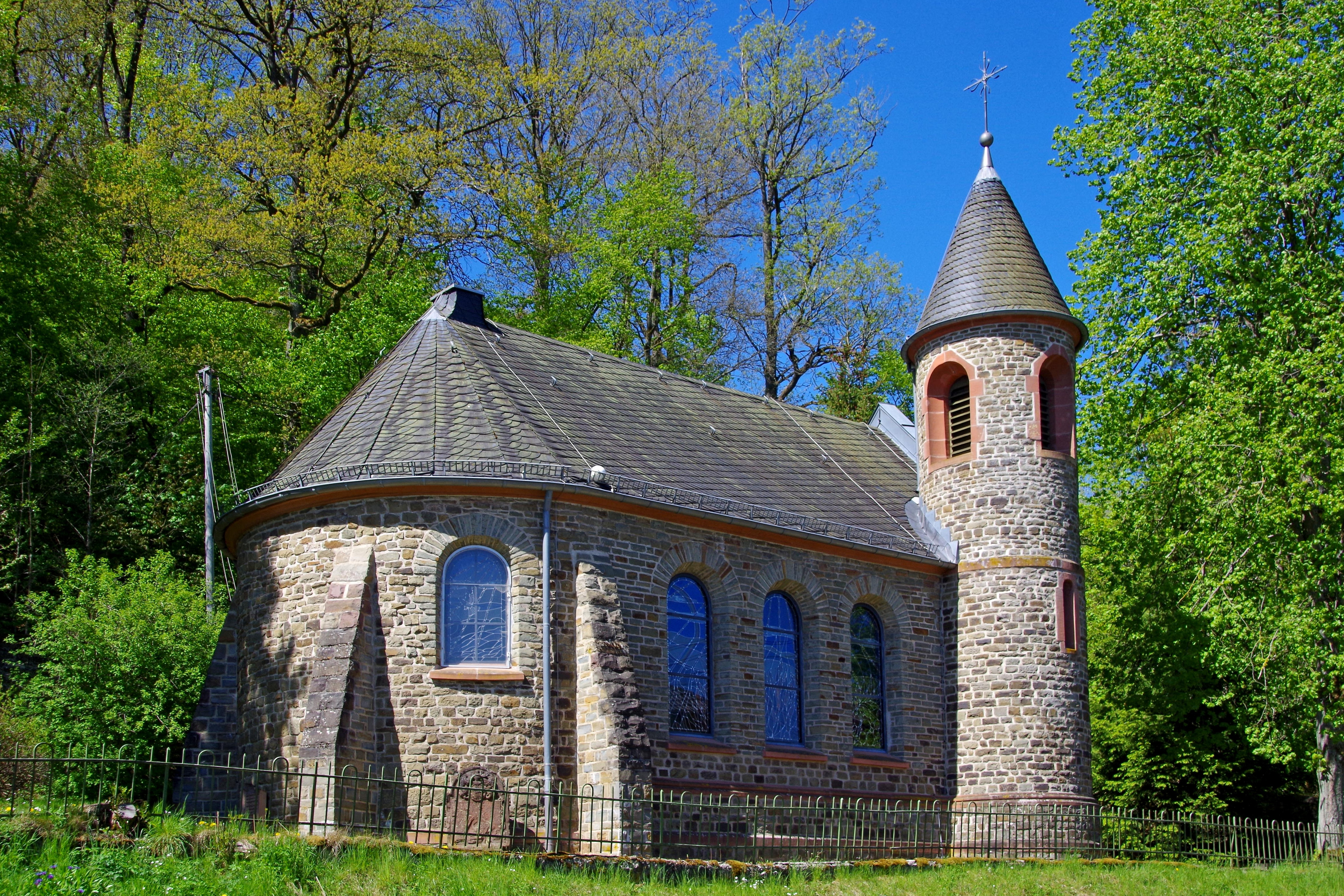
Evangelische Kirche (Jünkerath) von Südosten

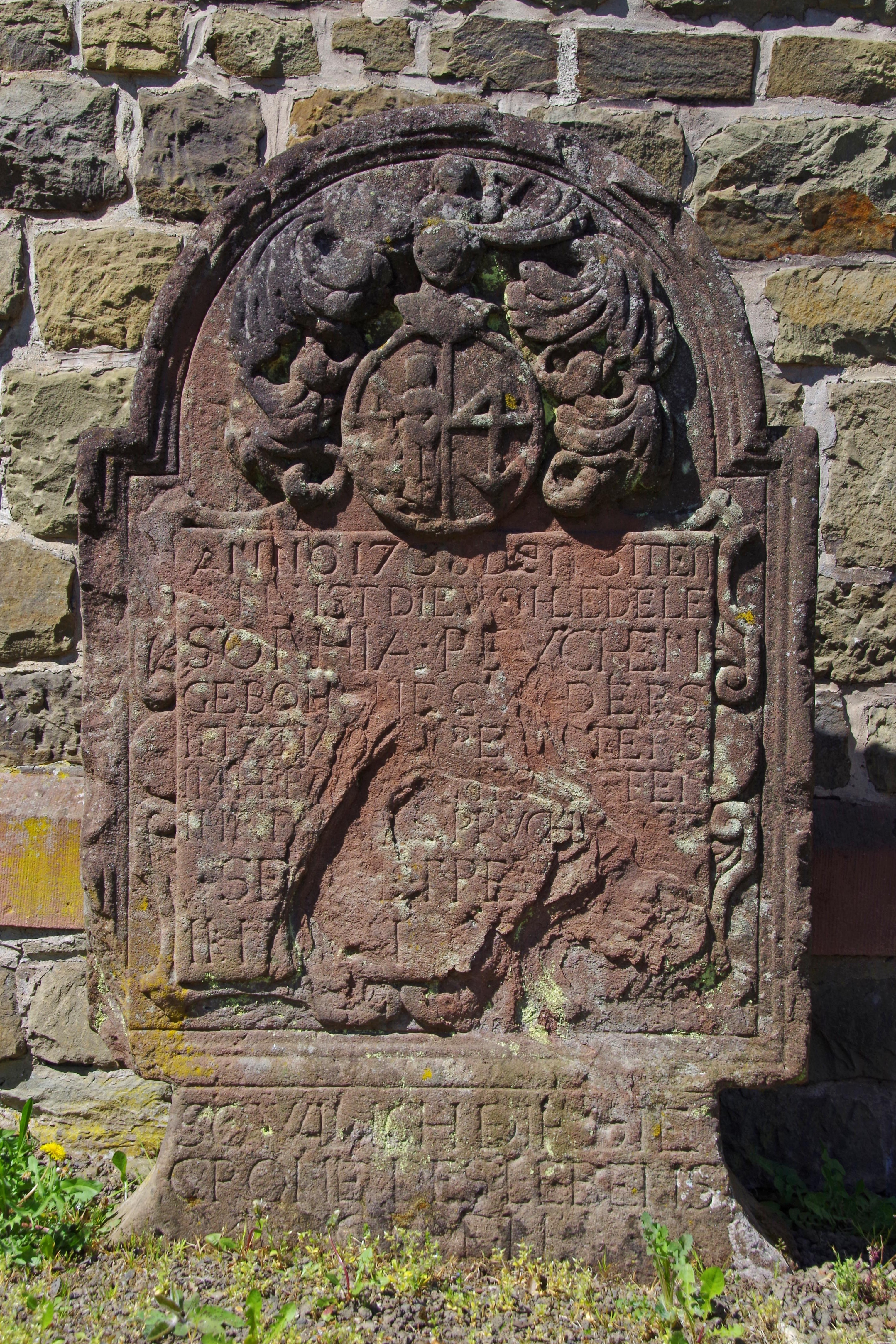
Grabstein der Sophia Peuchen (1738)

Die Evangelische Kirche in Jünkerath, einer Ortsgemeinde im Landkreis Vulkaneifel in Rheinland-Pfalz, ist eine von zwei Kirchen und sechs Predigtstätten der Evangelischen Kirchengemeinde Gerolstein-Jünkerath, die zum Kirchenkreis Trier der Rheinischen Landeskirche gehört. Die Kirche ist ein kleiner Bruchsteinbau von 1895, der im Zweiten Weltkrieg nahezu vollständig zerstört und 1950–1951 wieder aufgebaut wurde.

## Geschichte
Nachdem die Reformation sich in der Eifel nicht durchsetzen konnte, kamen die ersten evangelischen Christen hierher als die Rheinlande unter die Hoheit Preußens kamen. 1821 bildete sich die Gemeinde Prüm, der auch die Evangelischen aus Gerolstein und Jünkerath zugeordnet waren. Das Gebiet Birresborn, Jünkerath, Hillesheim, Gerolstein hat sich schon bald als eigenes Gebiet empfunden und bildete bald einen Kirchlichen Ausschuss. Die Evangelischen in Jünkerath waren neben preußischen Beamten vor allem Angestellte und Arbeiter der Jünkerater Hütte.
Unter Aufsicht des Pfarramts Prüm wurde 1882 ein eigenes Pfarrvikariat eingerichtet. Die erste Kirche wurde 1894–1895 errichtet und am 26. August 1895 eingeweiht. Dies ist ein kleiner Bruchsteinsaal und wurde von dem renommierten Architektenbüro (Schreiterer & Below) aus Köln erbaut. Die Finanzierung erfolgte durch Spenden der Gemeindemitglieder, der Unterstützung des Gustav-Adolf-Vereins des Kommerzienrats Poensgen aus Düsseldorf, dem Besitzer des Jünkerather Hüttenwerks.
Seit 1899 durfte das Kirchengrundstück auch als Begräbnisplatz verwendet werden. Bereits 1896 wurde der der Kirche eng verbundene Hüttendirektor Schröder neben der Kirche beigesetzt. Sein Grab ist bis heute erhalten geblieben. Später wurde auf dem Friedhof an der Kirche der mit Wappen gekrönter und verzierte Grabstein aus dem Jahre 1738 Sophia Peuchen aufgestellt.
Im Januar 1921 wurde die Kirche wieder instand gesetzt und der Friedhof eingefriedet. 1932 bekam die Kirche einen neuen Anstrich und einen Stromanschluss für die Innenbeleuchtung. 1944 wurde die Kirche durch Kriegseinwirkungen bis auf das Portal, den (allerdings stark beschädigten) Turm und die Grundmauern zerstört.
Am 14. August 1950 wurde ein Ausschuss für den Wiederaufbau der Kirche gegründet. Die Baupläne wurden vom Architekt Werner Geyer aus Mechernich, der auch die Bauleitung übernahm, erstellt. Die Bauausführung lag bei Firmen aus Jünkerath und Umgebung. Am 13. August 1950 wurde der Grundstein gelegt, am 4. März 1951 weihte der Präses der Evangelischen Kirche im Rheinland Heinrich Held die Kirche.
Ein erster Umbau erfolgte 1962. Die Kirche erhielt eine Orgel, Ölheizung, die Empore wurde erweitert, und ein Windfang und eine Sakristei wurden eingebaut. 1982 zeigte der Kirchenbau weitere Schäden. Durch den Druck der Wassermassen im Schüllener Berg war eine Trockenlegung erforderlich. Weiterhin wurde eine Fußbodenheizung verlegt.

## Pfarrer und Gemeindeleitung
| Name                         | Amtszeit  | Anmerkung                     |
| ---------------------------- | --------- | ----------------------------- |
| Friedrich Eduard Best        | 1900–1934 | seit 1895 Pfarrvikar          |
| Fritz Walter Bernhard Wiebel | 1934–1951 | 1947–1951 auch Superintendent |
| Udo August Julius Köhler     | 1952–1979 |                               |
| Hans-Martin Stüber           | 1980–???? |                               |
| Thilo Müller                 | seit ???? |                               |
| Roman Hartmann               | seit ???? |                               |

## Nutzung
Etwa im dreiwöchigen Rhythmus findet in der Kirche ein Gottesdienst statt.